# Германия на «Евровидении-2014»
Германия принимает участие в конкурсе песни «Евровидение 2014» в Копенгагене, Дания. Представитель был выбран путём национального отбора состоящего из финала конкурса «Unser Song für Dänemark», организованным немецким национальным вещателем «NDR».

## Unser Song für Dänemark
Unser Song für Dänemark стал конкурсом немецкого национального финала, который выбирал представителя от Германии на «Евровидение 2014». 6 сентября 2013 года «NDR» объявил, что немецкий национальный финал будет проходить на арене «Ланксесс Арена» в Кёльне 13 марта 2014 года. Как и в предыдущие четыре года, продюсерская компания «Brainpool» стала сопродюсером в национальном финале, который также являлся сопродюсером на «Евровидение 2011» в Дюссельдорфе и на «Евровидение 2012» в Баку. Восемь кандидатов участвовали в конкурсе с двумя песнями каждый; семь из участников были выбраны как кандидаты, а восьмой кандидат участвовал в уайлд-кард раунде для молодых талантов. Оба концерта и национальный финал проводила 
Барбара Шенебергер и Янин Рейнхардт из зелёной комнаты во время обоих шоу.

### Уайлд-кард раунд
Немецкий певец Адель Тавил возглавил конкурс, чтобы найти молодые таланты которые заинтересованы чтобы представить Германию на «Евровидении 2014». Период подачи заявок был открыт с 25 ноября 2013 до 22 января 2014 года, во время которого кандидаты должны были загрузить видео с оригинальным выступлением песни или кавер-версией на видеохостинг YouTube и отправить онлайн заявку. 2240 кандидатов подали свои заявки после срока подачи, из которого десять финалистов будут выбраны специальным жюри. 27 февраля 2014 года, выбранные кандидаты соревновались во время прямой трансляции из «Edelfettwerk» в Гамбурге, где телезрители в конечном счете решили, какой исполнитель получит уайлд-кард чтобы конкурировать в немецком национальном финале.
| №  | Исполнитель      | Песня                    | Результат | Место |
| -- | ---------------- | ------------------------ | --------- | ----- |
| 1  | Elaiza           | Is It Right              | 23.6%     | 1     |
| 2  | Nicole Milik     | «I See Fire» (Эд Ширан)  | 8.2%      | 5     |
| 3  | Simon Glöde      | «Blame it on the Boogie» | 7.5%      | 6     |
| 4  | Melanie Schlüter | «Run» (Леона Льюис)      | 4.9%      | 10    |
| 5  | Cassie Greene    | «Not This Time»          | 6.6%      | 8     |
| 6  | Valentina        | «Love is Gone»           | 7.3%      | 7     |
| 7  | Caroline Rose    | «Amber Sky»              | 17.2%     | 2     |
| 8  | Max Krumm        | «Home»                   | 8.6%      | 4     |
| 9  | Ambre Vallet     | «Siehst du mich?»        | 6.3%      | 9     |
| 10 | Bartosz          | «Walk Away»              | 9.8%      | 3     |

### Национальный финал
| Исполнитель         | Песня                           | Автор(ы) песни                                                                                      |
| ------------------- | ------------------------------- | --------------------------------------------------------------------------------------------------- |
| Das Gezeichnete Ich | «Weil du da bist»               | Das Gezeichnete Ich, Sebastian Budde                                                                |
| Das Gezeichnete Ich | «Echo»                          | Das Gezeichnete Ich, Sebastian Budde                                                                |
| Madeline Juno       | «Like Lovers Do»                | Madeline Juno, Dave Roth                                                                            |
| Madeline Juno       | «Error»                         | David Jost, Dave Roth, Madeline Juno                                                                |
| MarieMarie          | «Cotton Candy Hurricane»        | Thies Mynther, MarieMarie, Juri Kannheiser, Thomas Rainer Berthold                                  |
| MarieMarie          | «Candy Jar»                     | MarieMarie, Anya Weihe, Johannes Vogt, Maximilian Spindler, Alexander Rapp                          |
| Oceana              | «Thank You»                     | Oceana Mahlmann, Sir Darryl Farris, Andre Harris, Joseph ("joblaq") Macklin                         |
| Oceana              | «All Night»                     | Oceana Mahlmann, Sir Darryl Farris, Andre Harris, Joseph ("joblaq") Macklin                         |
| Santiano            | «Wir werden niemals untergehen» | Frank Ramond, Mark Nissen, Hartmut Krech, Lukas Hainer                                              |
| Santiano            | «The Fiddler On The Deck»       | Frank Ramond, Mark Nissen, Hartmut Krech, Lukas Hainer                                              |
| The Baseballs       | «Mo Hotta Mo Betta»             | Beatzarre, Gareth Owen, Konstantin "Djorkaeff" Scherer, Rüdiger Brans, Sebastian Rätzel, Sven Budja |
| The Baseballs       | «Goodbye Peggy Sue»             | Håkan Glänte                                                                                        |
| Unheilig            | «Als wär's das erste Mal»       | Der Graf, Henning Verlage, Markus Tombült                                                           |
| Unheilig            | «Wir sind alle wie eins»        | Der Graf, Henning Verlage, Markus Tombült                                                           |
| Elaiza              | «Is It Right»                   | Elżbieta Steinmetz, Adam Kesselhaut                                                                 |
| Elaiza              | «Fight Against Myself»          | Elżbieta Steinmetz                                                                                  |

## На Евровидении
Как член «Большой пятёрки», Германия автоматически имела право на место в финале, который состоялся 10 мая 2014 года. В дополнении Германии был передан шанс голосовать во втором полуфинале который пройшёл 8 мая 2014 года.